# Wen (Zhou-König)

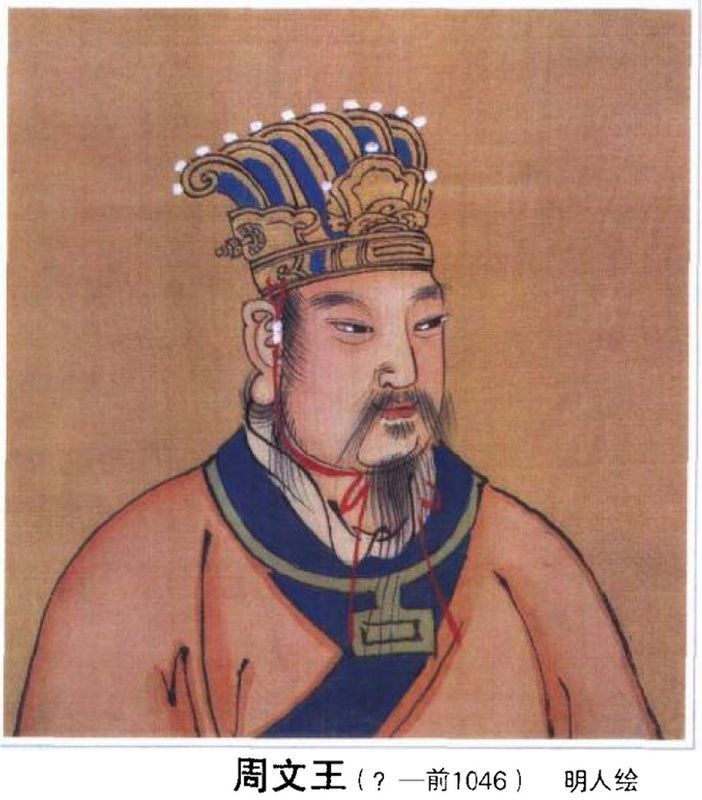
Darstellung von König Wen

Wen, König von Zhou (chinesisch 周文王, Pinyin Zhōu Wén Wáng) war ein etwa vom 12. bis zum 11. Jahrhundert v. Chr. lebender Führer des Stammes der Zhou und der Vater von König Wu, dem Gründer der chinesischen Zhou-Dynastie. Er regierte die Zhou angeblich von 1099 v. Chr. bis 1050 v. Chr., wahrscheinlich als König von 1056 v. Chr. bis 1050 v. Chr. Sein persönlicher Name war Ji Chang (chinesisch 姬昌, Pinyin Jī Chāng).
Laut mythologischen Überlieferungen gilt er als Erschaffer der Vierundsechzig Hexagramme und des I Ging.

## Leben
Ursprünglich siedelten die Zhou auf einem kleinen Territorium im Westen des Reichsgebiets der Shang-Dynastie, etwa in der heutigen Provinz Shaanxi. König Wen hatte bei seiner Geburt glücksverheißende Muttermale auf dem Körper. Zhou Tai Wang, der legendäre Ahnherr der Zhou-Dynastie, wollte deshalb Ji Changs Vater Ji Li zu seinem Thronfolger machen; dessen beiden älteren Söhne überließen Ji Li freiwillig den Vortritt. Ji Chang bekam von den Shang-Königen den Titel eines „Herrn des Westens“ (Xi Bo) verliehen, unterstand ihnen also als Vasall. Er regierte weise und suchte tüchtige Persönlichkeiten für sich zu gewinnen. Unter seiner Herrschaft wuchs die Macht der Zhou in einem für die Shang bedrohlichen Maß an. Bereits unter seinen Vorgängern hatten die Zhou stark an Macht gewonnen, Ji Changs Vater geriet auf einem seiner Feldzüge nahe der Shang-Hauptstadt in Gefangenschaft von Wen Ding und starb.
Auslöser des Bruchs zwischen den Zhou und dem letzten Shang-König Di Xin waren laut den literarischen Quellen gegen Wen gerichtete Verleumdungen, aufgrund derer Ji Chang von den Zhou in Haft in Youli (wohl im heutigen Tangyin in Henan) genommen wurde. Außerdem seien immer mehr Würdenträger am Shang-Hof missgestimmt gewesen und wären teilweise auf die Seite der Zhou übergetreten. Wahrscheinlich lag aber der tiefere Grund der späteren Revolte der Zhou gegen ihre Oberherren darin, dass sie aus ihrem wenig fruchtbaren Siedlungsgebiet in Shaanxi in das ertragreichere Kernland der Shang drängten.
Ji Chang wurde wahrscheinlich im Jahre 1059 v. Chr. nach drei oder sieben Jahren von den Zhou mit Geschenken wie etwa Frauen und Pferden freigekauft. Kurz darauf erhielt Zhou von Shang das Recht, Feldzüge im Namen der Shang durchzuführen. Etwa zur gleichen Zeit nahm Ji Chang den Titel König Wen bzw. Wen Wang (etwa: kultivierter König) an. Im Jahre 1053 zog König Wen mit einer Streitmacht in den Süden der heutigen Provinz Shanxi, um das fruchtbare Tal des Fen-Flusses unter Kontrolle zu bringen. Dabei wurde ein Staat namens Li oder Qi (nahe dem heutigen Changzhi) zerstört. Kurze Zeit später vernichtete Wen den Staat Yu (nahe dem heutigen Qinyang), der etwa 100 km westlich der Shang-Hauptstadt gelegen war. König Wen starb nach einem Angriff auf Chong (wahrscheinlich das heutige Luoyang, strategisch wichtig an einer Furt über den Gelben Fluss gelegen). Er hinterließ acht Söhne; sein ältester Sohn folgte ihm als König Wu nach. König Wu besiegte im Jahr 1045 v. Chr. die Shang-Armee in der Schlacht von Muye und errichtete die Zhou-Dynastie.
Der Tradition des Konfuzianismus galt Wen, der angeblich 97 Jahre alt wurde und 50 Jahre die Zhou regierte, als idealtypischer Herrscher. Er soll während der Zeit seiner Gefangenschaft in Youli die Vierundsechzig Hexagramme des Orakelbuchs I Ging („Buch der Wandlungen“) kreiert und mit Handlungsanweisungen versehen  haben.

## Familie
Eltern
- Jiri
- Tairen

Ehefrauen
- Tai Si
- Tei Er

Kinder
Wen von Zhou hatte achtzehn Söhne, über mögliche Töchter existieren keine Quellen.
Seine Söhne nach Alter sortiert:
- Bo Yikao (chinesisch 伯邑考)
- Wu von Zhou (chinesisch 周武王), erster König der Zhou-Dynastie
- Guan Shuxian (chinesisch 管叔鮮)
- Ji Dan (chinesisch 姬旦), Regent für König Cheng der Zhou-Dynastie
- Cai Shudu (chinesisch 蔡叔度), Herrscher von Cai
- Wei Kangshu (chinesisch 衛康叔)
- Shi Shuwu (chinesisch 郕叔武), Herrscher von Staat Wey
- Huo Shude (chinesisch 霍叔處)
- Mao Shuzheng (chinesisch 毛叔鄭)
- Ran Jizai (chinesisch 冉季載)
- Gao Shu (chinesisch 郜叔)
- Yongbo (chinesisch 雍伯)
- Shu Zhenduo (chinesisch 叔振鐸), Herrscher von Cao
- Cuo Shuxiu (chinesisch 错叔绣), Herrscher von Teng
- Bi Gonggao (chinesisch 畢公高)
- Yuan Bo (chinesisch 原伯)
- Feng Hou (chinesisch 豐侯)
- Po Po (chinesisch 郇伯)